# Pont Saint-Bénézet
Pour les articles homonymes, voir Bénézet d'Avignon et Bénézet.
Le pont Saint-Bénézet, couramment appelé pont d'Avignon, est un vestige de pont composé de quatre arches résiduelles connectées à la rive gauche du Rhône.
Il part du nord d'Avignon en direction du département du Gard mais ne permet plus de s’y rendre : du pont originel long d’environ 900 mètres (détruit dans sa plus grande part par le fleuve), il ne reste plus que 120 mètres.
Sur l'un des piliers encore présents est édifiée la chapelle Saint-Bénézet, et au-dessus d'elle, la chapelle Saint-Nicolas.

## Histoire

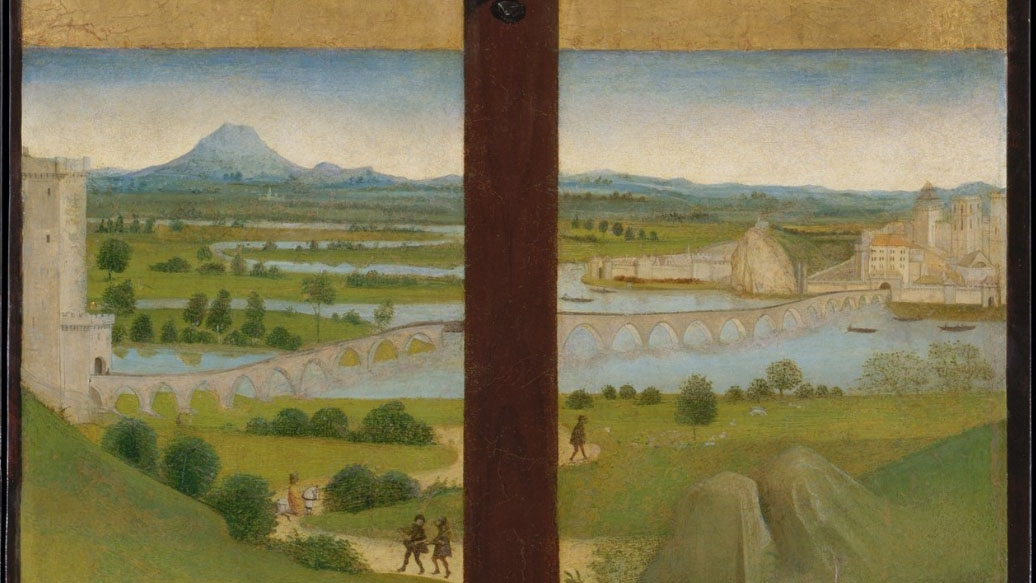
Attribué à l'entourage de Nicolas Froment, Retable des Pérussis (1480, détail), New York, Metropolitan Museum of Art. Le mont Ventoux est visible au loin sur la gauche.

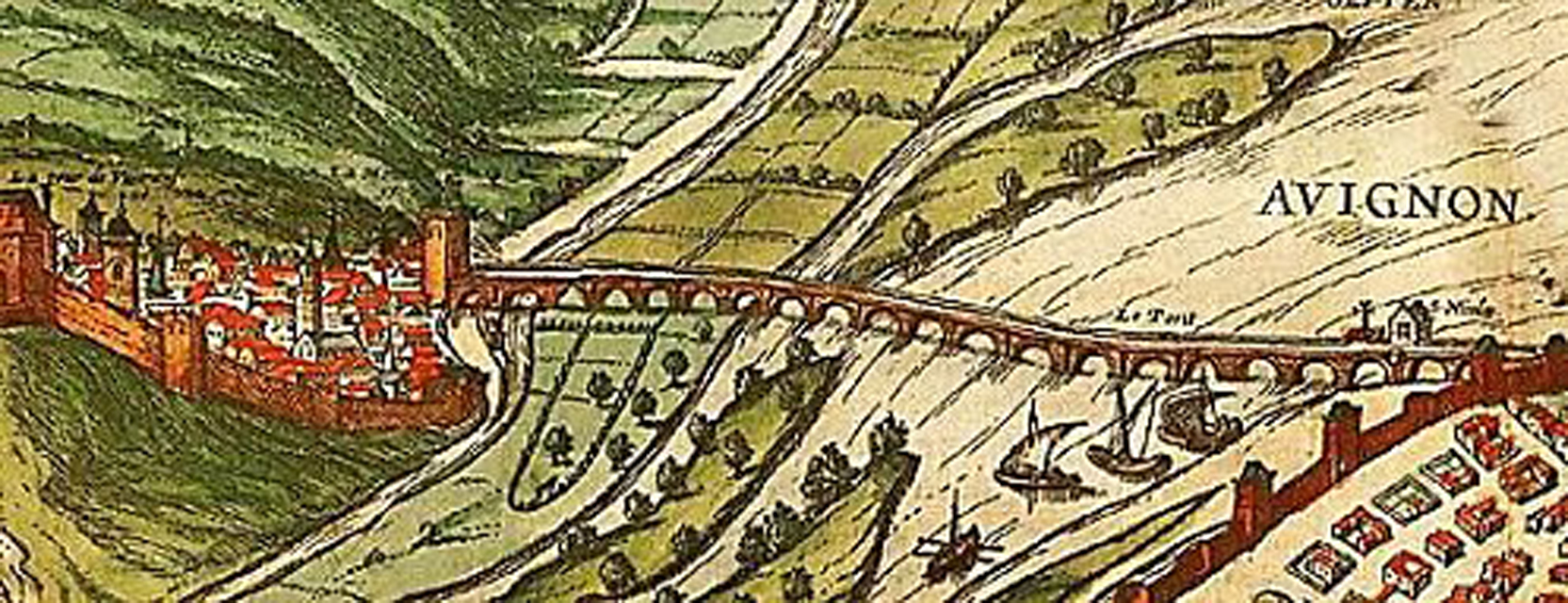
Le pont avec vingt-deux arches, détail d'une gravure de Mamigoz (XVIIe siècle).

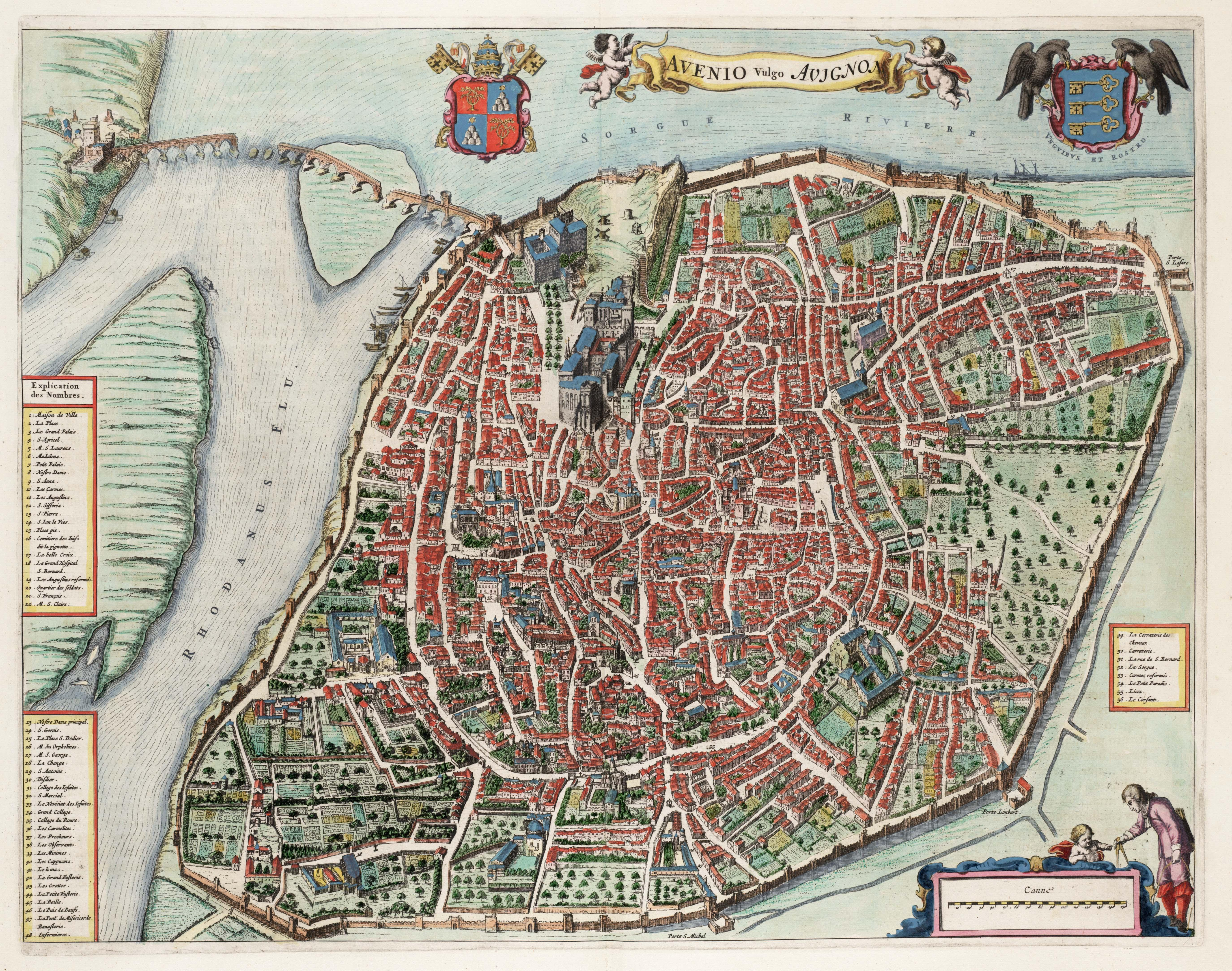
Plan d'Avignon gravé en 1649 pour l’Atlas van Loon sur lequel l'on voit des parties manquantes du pont.

Saint Bénézet serait à l'origine de la construction de l'ouvrage en 1177 sur des restes de culées romaines. À son achèvement en 1185, vingt-deux arches enjambaient le Rhône en formant une ligne courbe de 920 mètres de long pour une largeur de 4 mètres.
S'il fut longtemps l'un des rares ponts permettant de traverser le Rhône entre Lyon et la mer Méditerranée, son utilisation était pourtant bien spécifique.
Trop étroit pour permettre aux charrettes de se croiser, il n'a jamais pu être utilisé à de pures fins commerciales. Le transport de marchandises dut être assuré par barque ou barge.
En revanche, il permettait de contrôler efficacement le trafic[Lequel ?] et de prélever les droits de péage, conformément au rôle de poste-frontière entre l'État pontifical et le royaume de France qui lui était dévolu[pas clair].
Endommagé tant par les crues que par les guerres, l'ouvrage fut reconstruit plusieurs fois, notamment entre 1234 et 1237.
En 1479, à la suite des inondations, deux arches furent entièrement détruites. Aussi le roi de France Louis XI ordonna-t-il sa réparation par lettres patentes royales datées du 10 octobre.
À la suite de la modification du lit du fleuve à l’époque du petit âge glaciaire, une première arche s'effondra en 1603, ensuite trois autres en 1605, enfin toutes quatre furent rebâties vers 1628. En 1633, juste après la réouverture du pont, deux nouvelles arches s’effondrèrent. En 1669, une nouvelle crue du Rhône emporta plusieurs autres arches pour ne laisser pratiquement que celles qu'on lui connaît de nos jours.

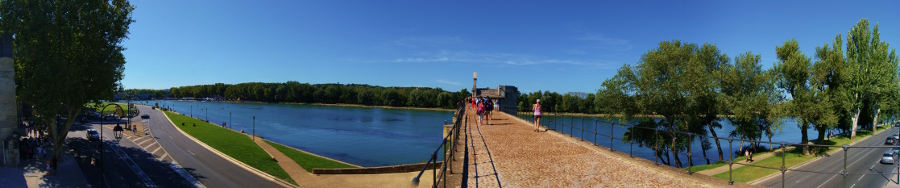
Panorama sur les bords du Rhône depuis le pont Saint-Bénézet.

## Quelques vues du pont

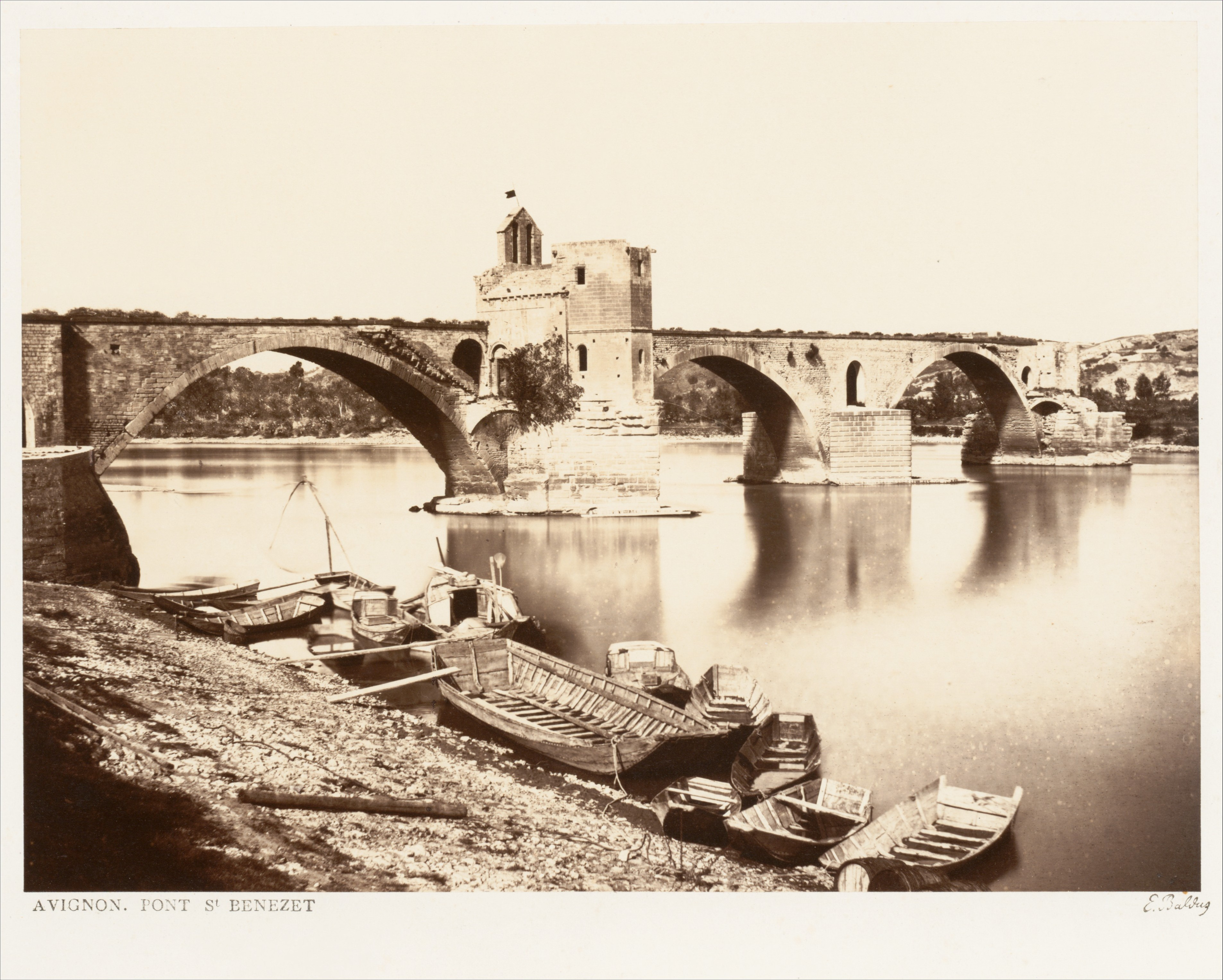
Photographie par Édouard Baldus (1864).
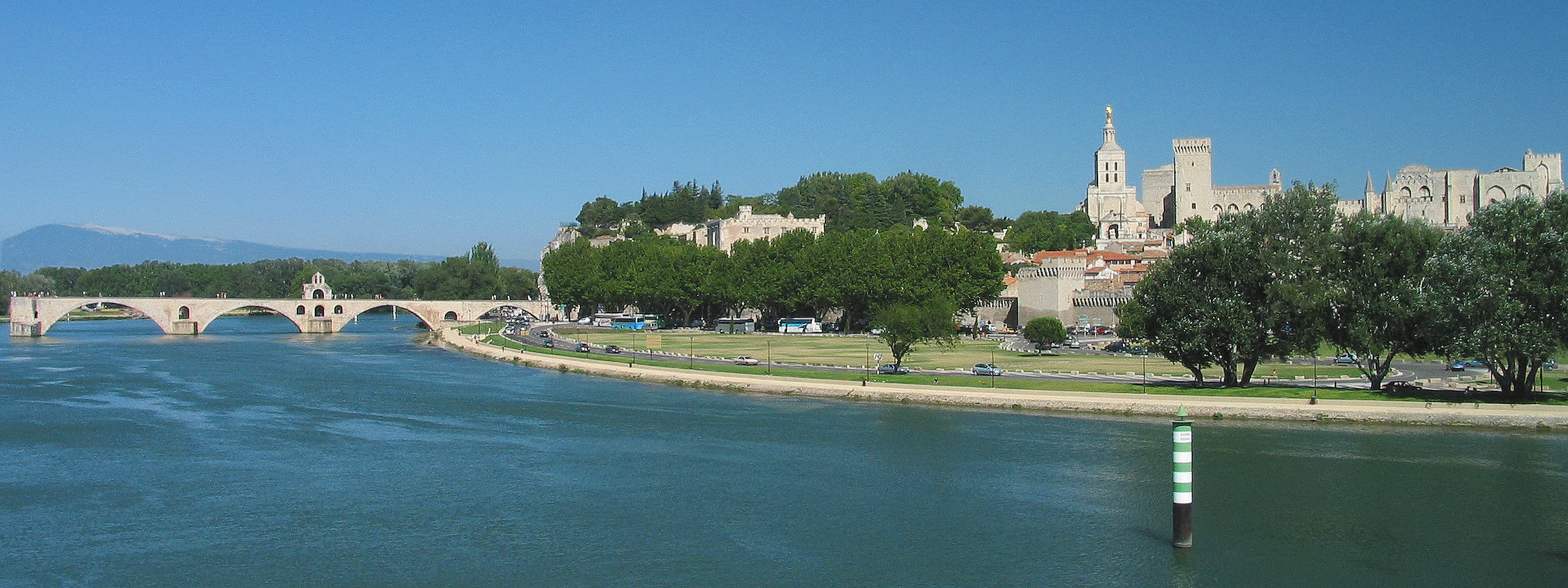
Vue générale du pont.
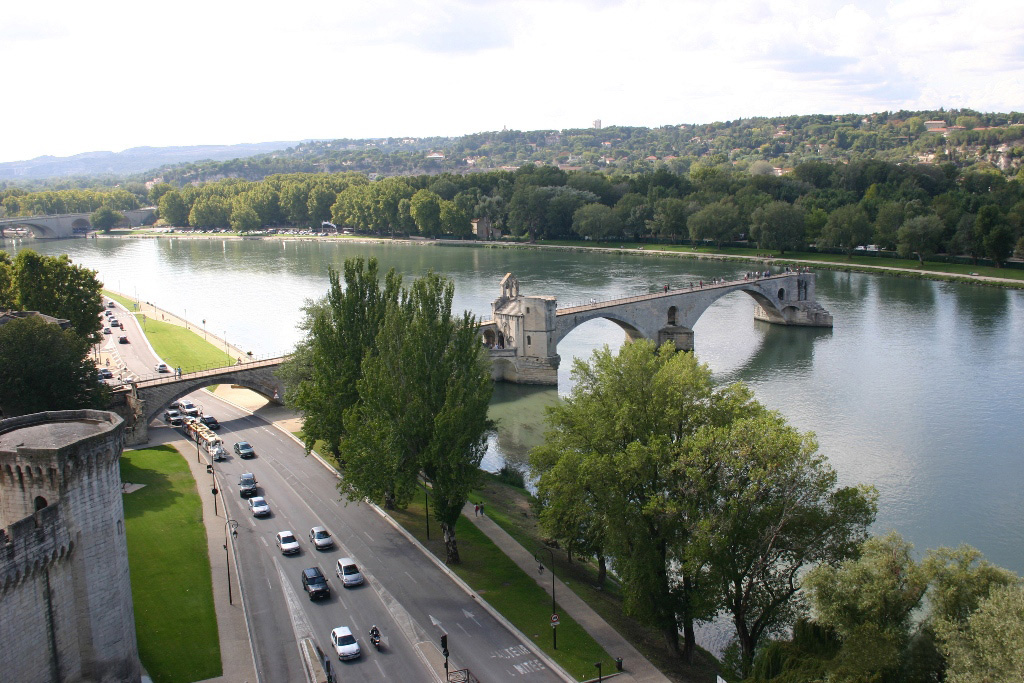
Vue depuis le jardin des doms.
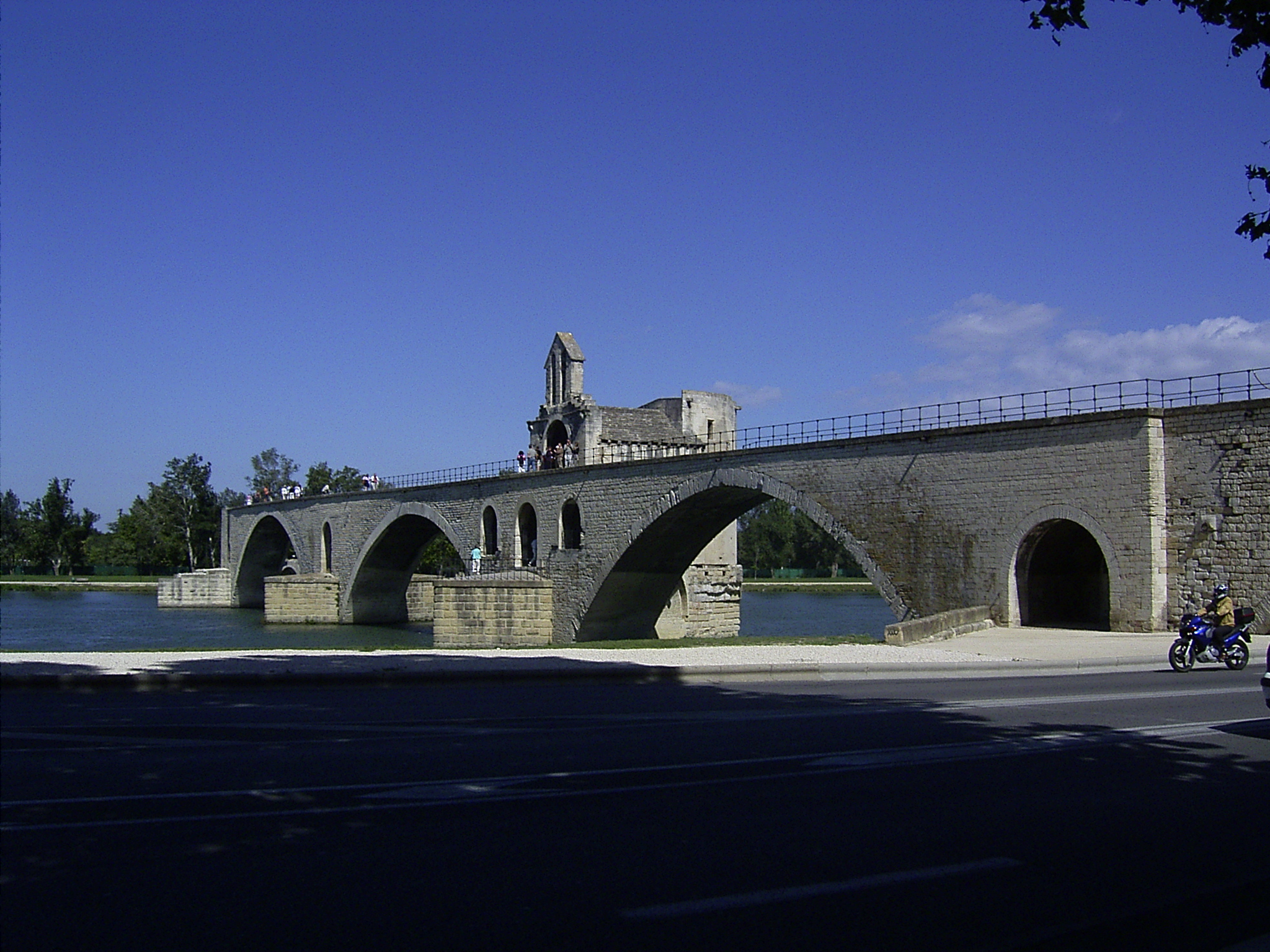
Vue rapprochée du pont et de la chapelle.
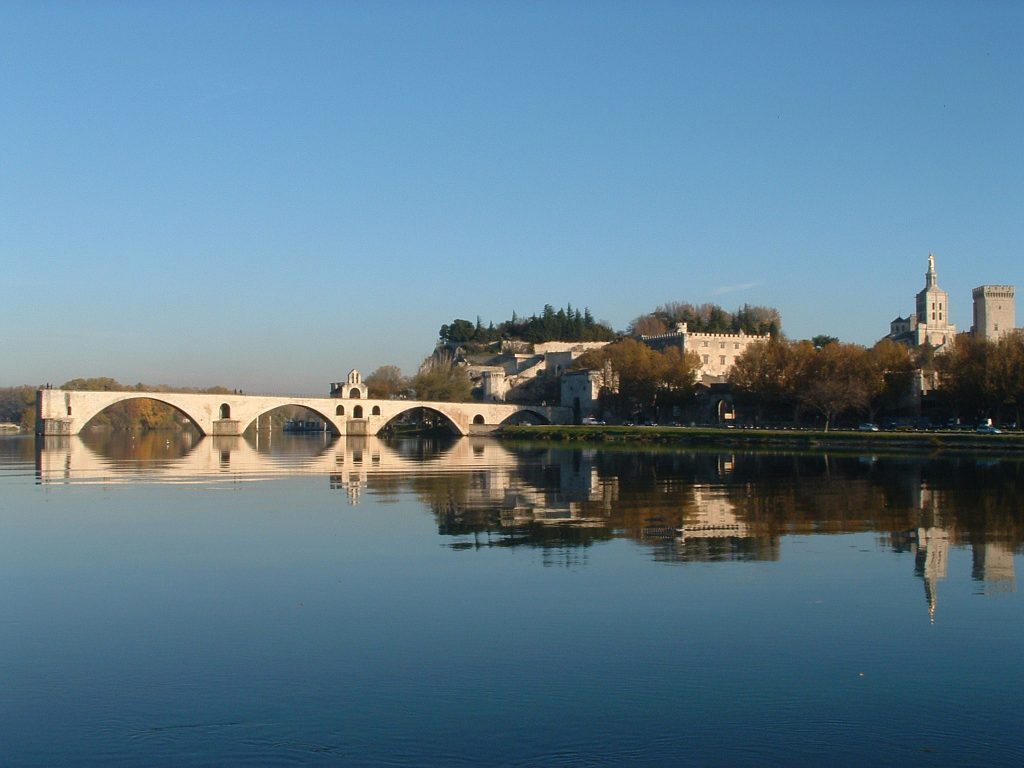
Le pont depuis l’île de la Barthelasse.
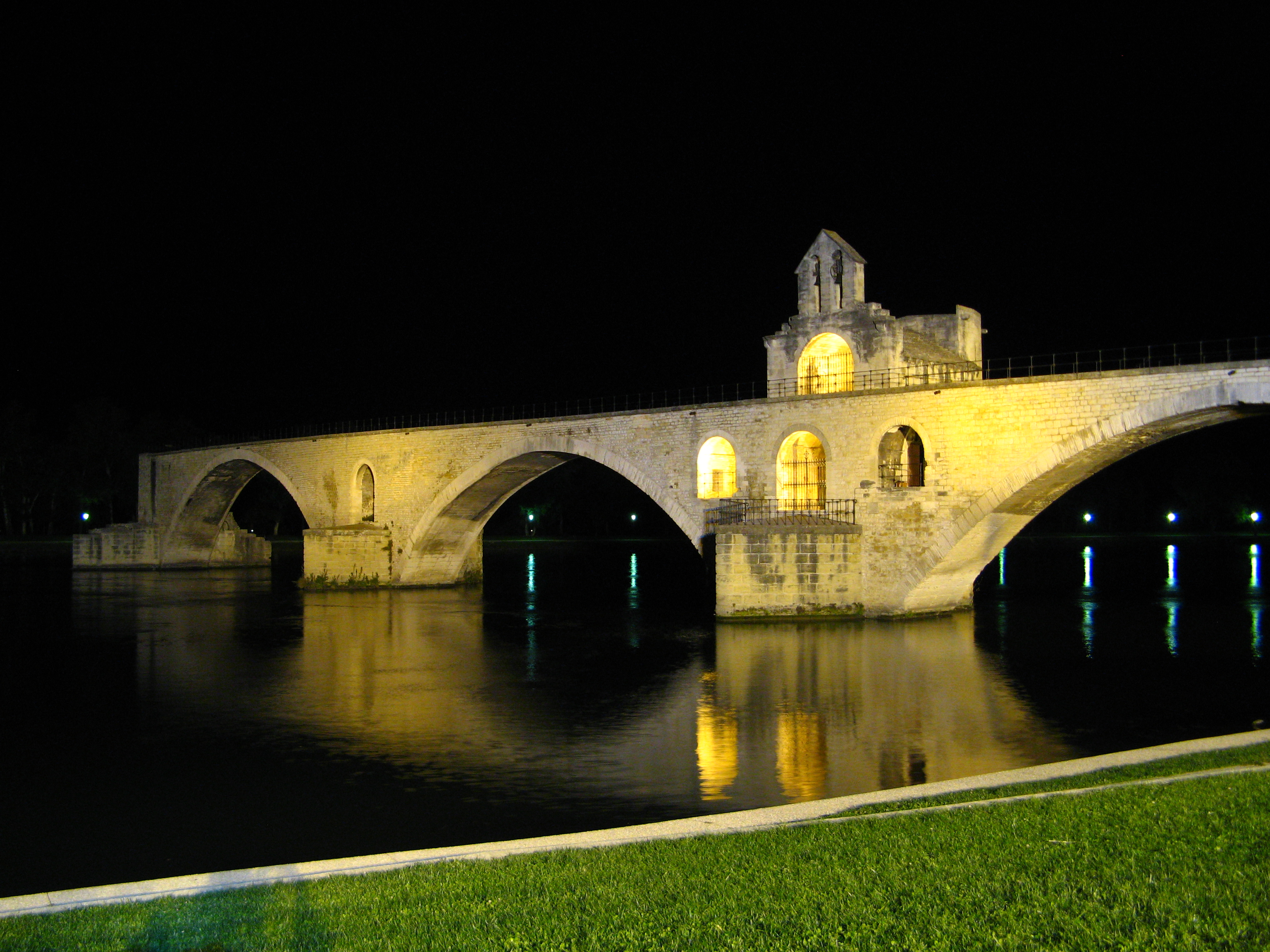
Le pont illuminé la nuit.

## Dans la culture
L'ancien logotype de la ville d'Avignon représente le pont sur lequel est écrit en capitales « AVIGNON ». En dessous peut figurer la devise « ville d'esprit ». Il s'agit d'une photographie floutée et retouchée du pont, l'arche étant anormalement allongée pour ressembler à une ligne. De couleur jaune ocre contrastant avec le ciel et l'eau, le pont est reconnaissable par la chapelle Saint-Nicolas.

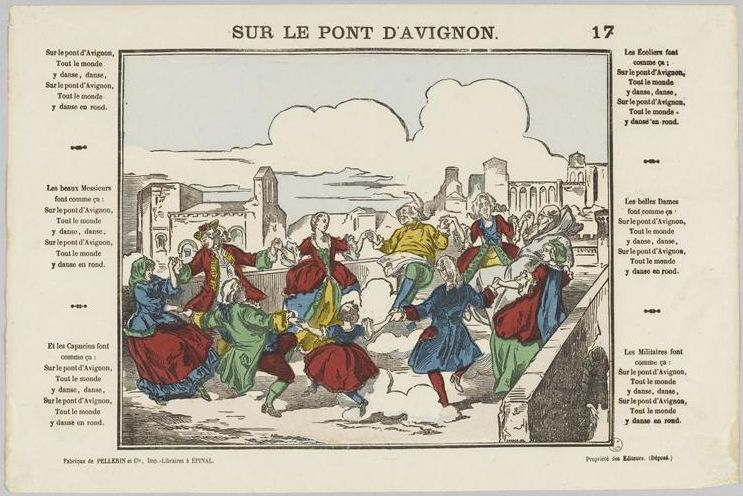
Illustration de la chanson sur un calendrier du XIXe siècle. En fond, la chapelle Saint Nicolas et le palais des papes.

Le pont Saint-Bénézet ou pont d'Avignon a été rendu célèbre par la chanson populaire Sur le pont d'Avignon.
Parmi les représentations, dans un style artistique différent, plusieurs peintres ont peint l'ensemble — Rhône, pont d'Avignon, palais des papes, rocher des Doms — mettant tour à tour en avant l'un ou l'autre. Lorsque James Carroll Beckwith peint Le Palais des papes et le pont d'Avignon, le palais en lui-même n'est en fait présent que dans le coin supérieur droit sur moins d'un sixième du tableau alors que le Rhône en couvre la moitié. Paul Signac, avec son tableau Le Château des papes représente une vue sensiblement orientée de la même manière, mais même si la proportion accordée au pont d'Avignon (sur la gauche du tableau) reste sensiblement la même, l'angle choisi recentre le palais, le rendant beaucoup plus important et gommant presque de fait le rocher des Doms. Les proportions choisies par l'auteur semblent même exagérées afin de lui donner une importance plus grande. Avec une orientation différente, vraisemblablement depuis l'île de la Barthelasse ou Villeneuve-lès-Avignon, Adrian Stokes (1854-1935) pour son Palais des papes d'Avignon réduit le palais et le pont sur la moitié droite du tableau pour faire ressortir la colline du rocher des Doms, et y ajoute même de la végétation.
Le feuilleton télévisé français La Demoiselle d'Avignon, sorti à l'écran en 1972, commence par une panne de voiture à côté du fameux pont.
Dans Hypocrite, bande dessinée de Jean-Claude Forest parue en 1972, l'héroïne est une espionne dans une histoire fantaisiste tournant autour du pont d'Avignon.
En 1974, les postes de l'île de Man (Royaume-Uni) émettent un timbre représentant le pont Saint-Bénézet.
La Prophétie d'Avignon est une série télévisée en huit épisodes diffusée à partir d'août 2007.
En 1997, dans l’épisode 9 de la série Les Repentis, les deux nettoyeurs (Camier et Murphy) racontent une histoire du pont d'Avignon ayant été détruit durant la Seconde Guerre mondiale ; on y aurait repêché un side-car.

## Galerie

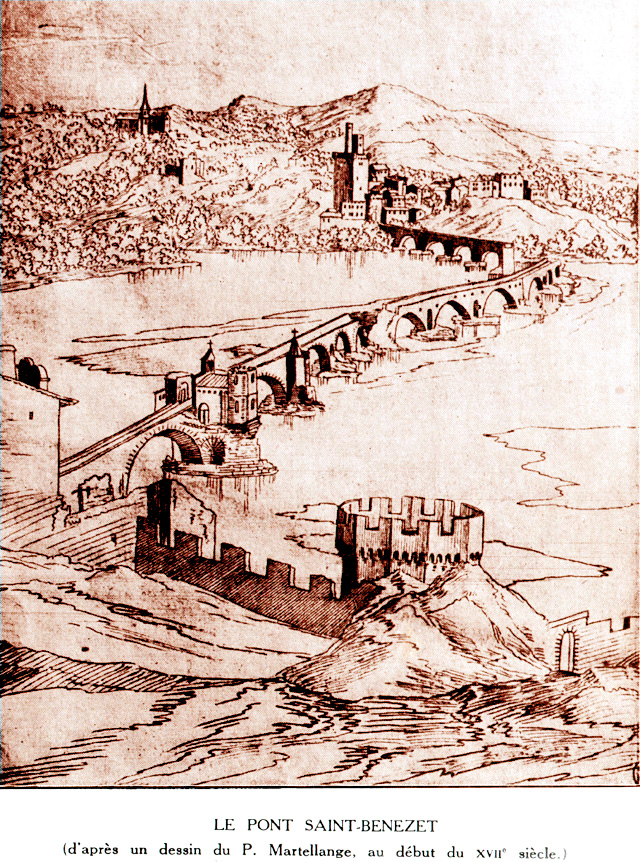
Pont Saint-Bénézet Étienne Martellange
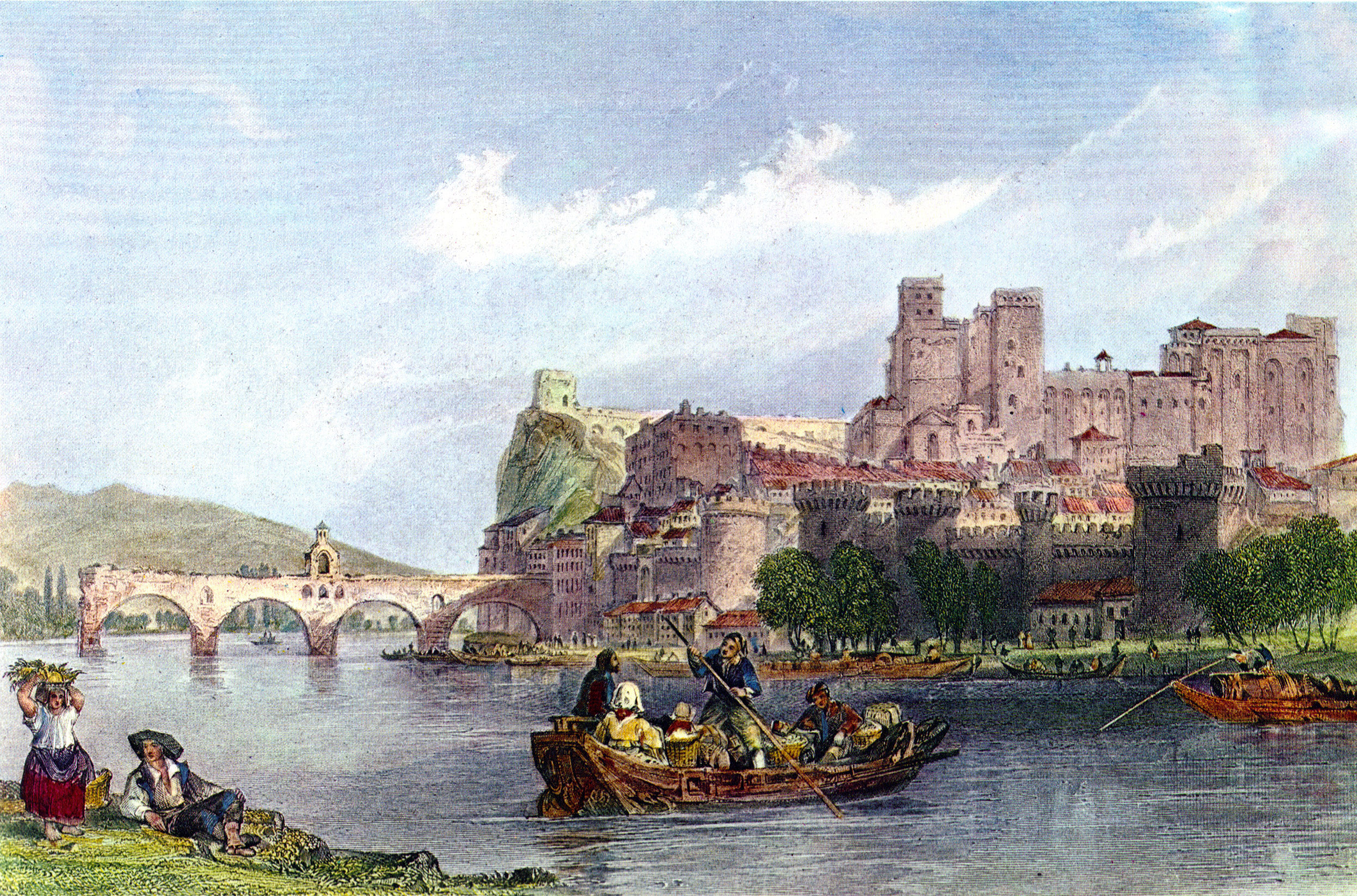
Le Palais des papes dominant le Rhône (1840), gravure de E. Brandard d'après un dessin de T. Allom.
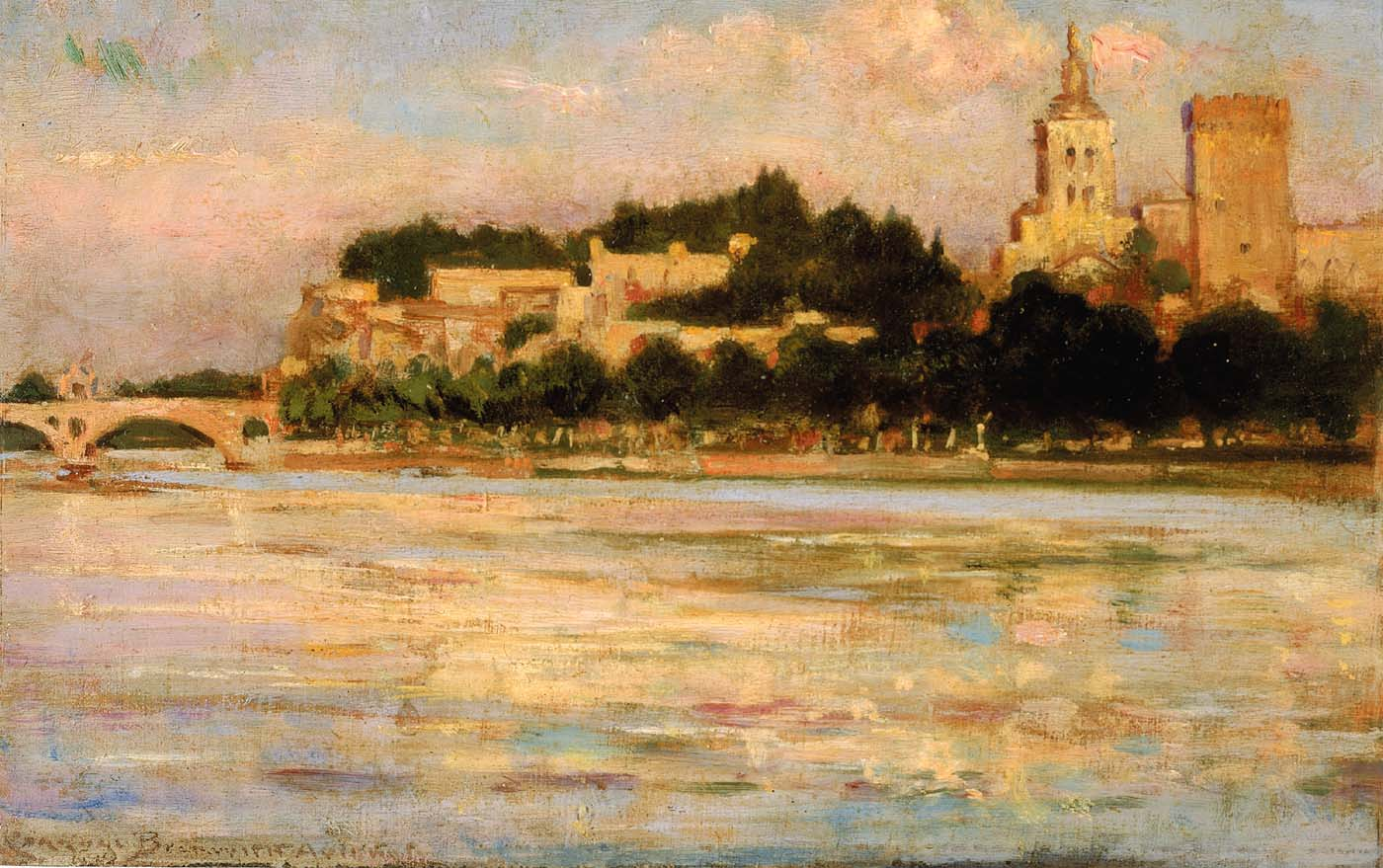
James Carroll Beckwith, Le Palais des papes et le pont d'Avignon (1852-1917), localisation inconnue, œuvre non sourcée.
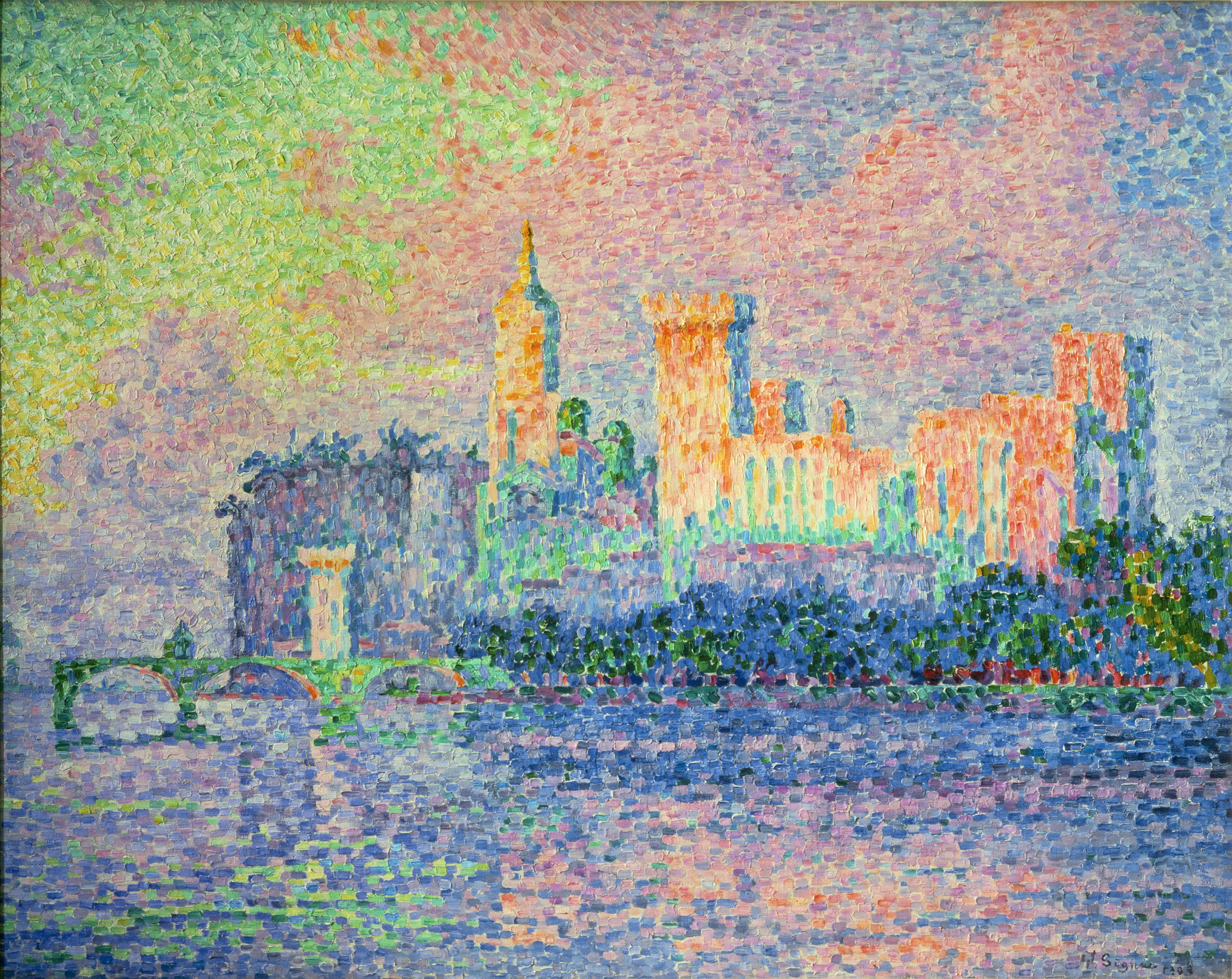
Paul Signac, Le Château des Papes (1909), Paris, musée d'Orsay.
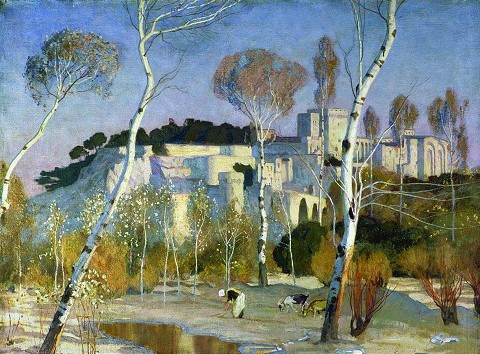
Adrian Stokes, Le Palais des papes d'Avignon, Southport, Atkinson Art Gallery and Library (en).

Le pont d'Avignon dans le Dictionnaire raisonné de l’architecture française du XIe au XVIe siècle d'Eugène Viollet-le-Duc
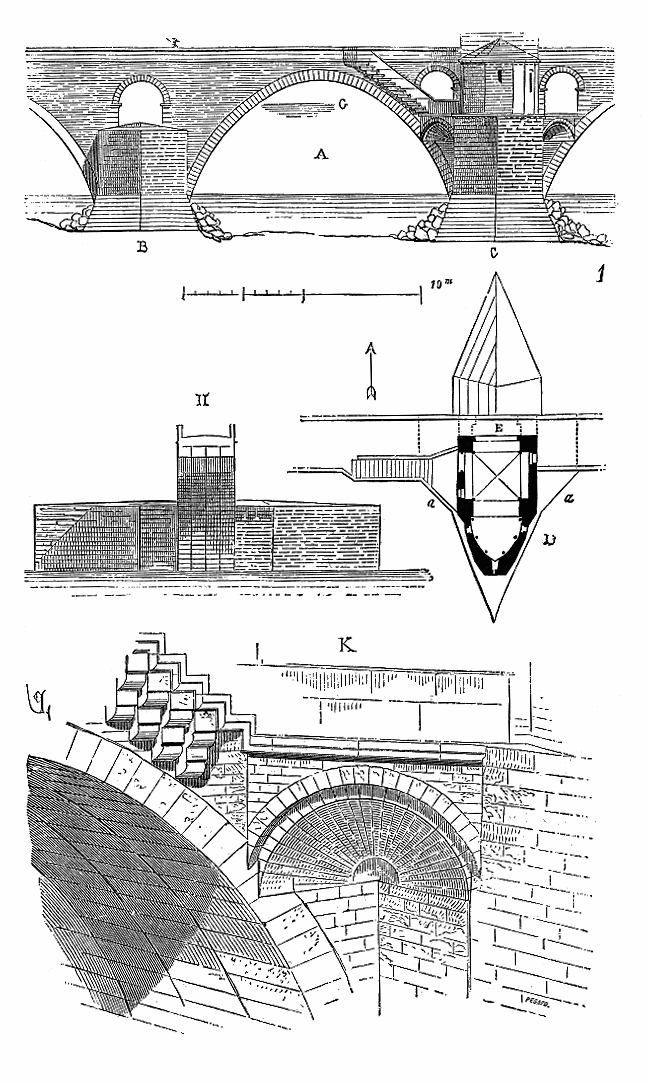
Coupes.
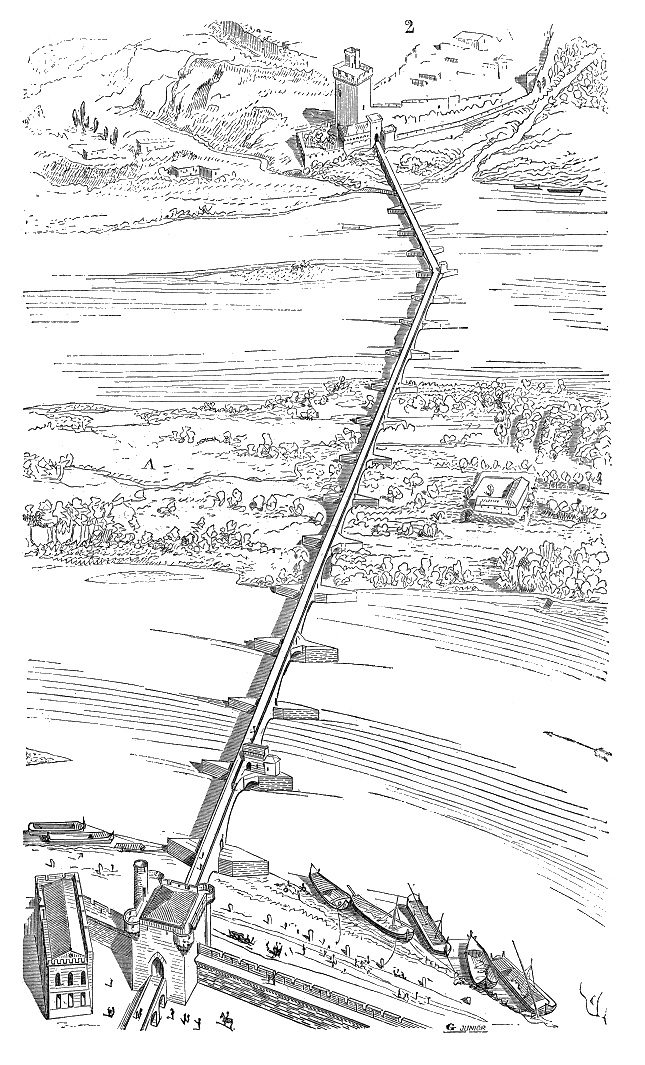
Vue d'ensemble.